# Dedan Kimathi
Dedan Kimathi (* 31. Oktober 1920 im Nyeri District; † 18. Februar 1957 in Nairobi) war ein kenianischer Rebellenführer im Mau-Mau-Aufstand in Kenia, das zu dieser Zeit unter der Herrschaft der britischen Krone stand. Er wurde des Terrorismus beschuldigt und von der britischen Kolonialregierung gehängt. Manche sehen und sahen in ihm jedoch einen Freiheitskämpfer.

## Leben

### Jugendzeit
Im Alter von 15 Jahren besuchte er die örtliche Grundschule von Karuna-ini und entwickelte dort seine Englisch-Kenntnisse. Er konnte diese Sprachkenntnisse später verwenden, um vor und während des Mau-Mau-Aufstandes ausgiebig zu schreiben. Kimathi war an seiner Schule auch Mitglied des Debattier-Clubs. Er war zu dieser Zeit streng religiös und trug regelmäßig eine Bibel mit sich. Er sammelte bei seiner Arbeit als Angestellter des Forstamts Baumsamen, um mit dem Verkauf die Schulkosten begleichen zu können. Er schrieb sich später bei der Tumutumu CSM School, einer weiterführenden Schule, ein, verließ diese jedoch aus Protest gegen die aus seiner Sicht "diktatorischen" Verhältnisse.
Er versuchte sich in mehreren Berufen, fühlte sich jedoch nirgends ganz wohl. 1941 schrieb er sich bei der Armee ein, um im Zweiten Weltkrieg zu kämpfen. 1944 wurde er jedoch aufgrund ungebührenden Verhaltens vorzeitig aus der Armee entlassen. Im Jahre 1946 wurde er Mitglied einer politischen Vereinigung, der Kenyan African Union (KAU). 1949 begann er in seiner alten Schule als Lehrer zu unterrichten, wurde jedoch nach Vergewaltigungsvorwürfen entlassen.

### Politisches Engagement
Kimathi hatte durch die vielen Tätigkeiten, die er ausübte, einen großen Bekanntenkreis und schaffte es durch sein sprachliches Geschick, viele Menschen politisch zu begeistern. Ab 1950 widmete er sich ganz der Politik und trat der Mau-Mau-Bewegung bei. Im selben Jahr sprach er den berühmten Eid, der ihn (und alle anderen, die den Eid gesprochen hatten) unwiederbringlich an die Bewegung band. 1951 trat er der Forty Group, einem kämpferischen Ableger der KAU, bei. Er wurde als Regionalleiter der KAU in Ol'Kaloi und im Thomson's Fall Gebiet gewählt. Kurz darauf wurde er eingesperrt, konnte jedoch mit Unterstützung der örtlichen Polizei fliehen. Dies bildete den Beginn seines gewalttätigen Aufstandes. Er gründete 1953 das Kenya Defence Council, um alle forest fighter („Dschungelkrieger“) zu koordinieren und trug den etwas hochtrabenden Titel „Feldmarschall“. 1956 wurde er schließlich mit einer seiner Frauen, Wambui, verhaftet und eingesperrt. Während er noch im Krankenhaus, dem General Hospital in Nyeri, lag, wurde er durch ein Gericht, bei dem Chief Justice Kenneth O’Connor den Vorsitz hatte, zum Tode verurteilt. Am frühen Morgen des 18. Februars 1957 wurde er von der Kolonialregierung durch den Strang hingerichtet.

## Hinterlassenschaften

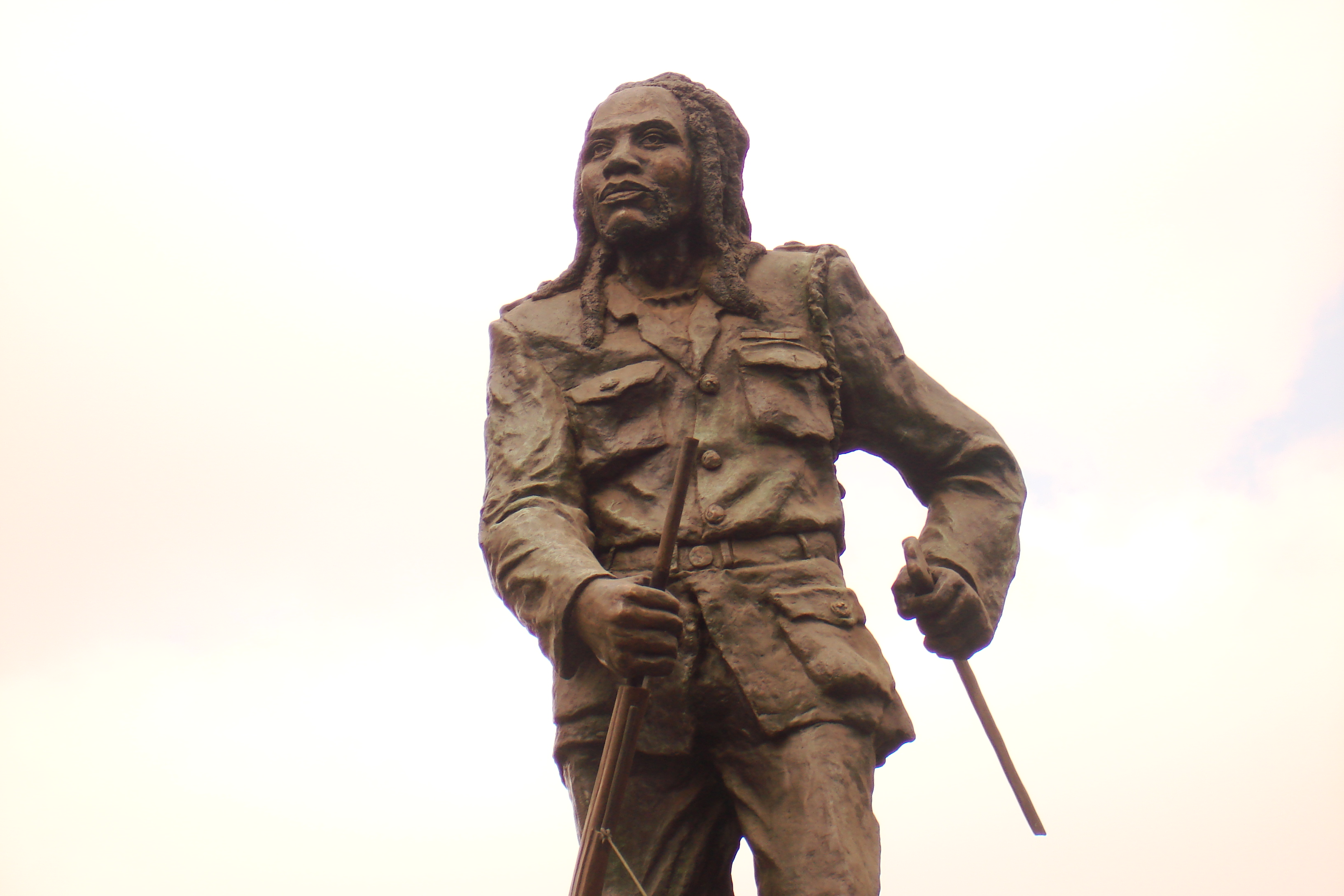
Statue von Kimathi in Nairobi

Kimathi wurde in einem Massengrab beerdigt. Es war der neuen Regierung unter Mwai Kibaki aber nicht möglich – trotz mehrerer Zeugen – die Gebeine Kimathis wiederzufinden und auszugraben. Von vielen Kenianern wird er als nationaler Held angesehen. Dies wird vor allem durch die Tatsache unterstützt, dass in vielen Städten in Kenia eine Straße oder ein Gebäude existiert, welches nach ihm benannt ist. Im Dezember 2006 wurde in Anwesenheit seiner Frau und seiner Kinder im Zentrum von Nairobi in der Nähe der Kimathi Street der Grundstein für ein Denkmal gelegt. Das Denkmal wurde am 18. Februar 2007 fertiggestellt, um seinen 50. Todestag zu würdigen. Es wurde von Francis Kaguru und Mwaura Ndekere, zwei Dozenten der Kunstfakultät der Kenyatta-Universität, aus Bronze geschaffen.
Das Schauspiel „Trial of Dedan Kimathi – Der Prozess von Dedan Kimathi“ wurde von Ngũgĩ wa Thiong'o, dem Bruder eines Mau-Mau-Mitgliedes, geschrieben und enthält eine detaillierte Beschreibung von Kimathi.